# John Coape Sherbrooke
Pour les articles homonymes, voir Sherbrooke (homonymie).
Sir John Coape Sherbrooke, baptisé le 29 avril 1764 à Arnold (Angleterre), décédé le 14 février 1830 à Calverton (Angleterre), est militaire, lieutenant-gouverneur de la Nouvelle-Écosse (1812–1816), gouverneur en chef de l'Amérique du Nord britannique (1816–1818). Il est  reconnu comme un diplomate hors pair, ce qui facilite sa carrière politique.

## Biographie

### Carrière militaire
Né à Arnold dans le Nottinghamshire en Angleterre, en avril 1764, John Coape Sherbrooke est le fils de William Sherbrooke (Coape) et de Sarah Sherbrooke.
Il entre en tant qu'enseigne dans l’armée britannique en 1780. Il sert en Nouvelle-Écosse, puis en Flandres contre la France révolutionnaire. Il part ensuite pour l'Inde en 1796. Nommé colonel en 1798, il participe à la guerre du Mysore. Toutefois, des ennuis de santé le forcent à rentrer en Angleterre en 1800. Durant les guerres napoléoniennes, il commande un régiment en Sicile, et remplit des missions diplomatiques en Sicile et en Égypte. Il gravit les échelons jusqu'à devenir lieutenant général en 1811.

### Lieutenant-gouverneur de la Nouvelle-Écosse
En août 1811, il est nommé lieutenant-gouverneur de la Nouvelle-Écosse. En tant que responsable de la force militaire sur place, il parvient à augmenter les effectifs et à les faire participer à la guerre de 1812 contre les États-Unis. « En définitive, même si Sherbrooke avait d’abord craint une pénurie de numéraire et de vivres, la guerre s’avéra profitable pour la Nouvelle-Écosse. Grâce à sa politique prévoyante, qui stimula le libre-échange avec la Nouvelle-Angleterre, les provinces de l’Atlantique devinrent un entrepôt prospère du commerce international.» C'est avec pragmatisme qu'il sut régler les questions religieuses en suspens en Nouvelle-Écosse. On appréciait particulièrement son indépendance d’esprit et sa tolérance sur le plan religieux et politique.

### Gouverneur en chef de l'Amérique du Nord britannique
Le 10 avril 1816, Sherbrooke est nommé gouverneur en chef de l’Amérique du Nord britannique. Parti de Halifax le 27 juin, il arrive à Québec le 12 juillet pour assumer son nouveau poste. Dès son entrée en fonction, en juillet 1816, Sherbrooke tente de rester impartial dans les conflits entre le Parti canadien et le Parti bureaucrate, mené en particulier par le juge en chef Jonathan Sewell. Sherbrooke gagne la confiance de l'évêque catholique de Québec, Mgr Plessis, qu'il nomme au Conseil législatif en 1817. C'est une nomination audacieuse, compte tenu de l'anti-catholicisme de la politique officielle du gouverement britannique. Il garde également de bonnes relations avec Louis-Joseph Papineau, le jeune président de la Chambre d'assemblée.
Sherbrooke met aussi de l'ordre dans les finances de la province, obtenant la collaboration des deux chambres. Il «tabla sur l’harmonie qui régnait entre lui et le président de l’Assemblée quand il s’employa à démêler les affaires financières de la colonie, et il obtint en 1818 que les crédits soient votés sans heurt, ce qui constituait presque un tour de force pour un gouverneur du Bas-Canada».
En février 1818 une attaque de paralysie frappe Sherbrooke, qui devient incapable d'assumer ses fonctions. C'est Charles Lennox, 4e duc de Richmond, qui lui succède. Durant son bref mandat, « le gouverneur parvient à mettre en place un climat de conciliation entre les factions politiques et religieuses rivales, ce qui entraîne une période d'accalmie politique au Bas-Canada ».

### Fin de vie
Sherbrooke rentre en Angleterre, où il se rétablit grâce à des séjours en stations thermales. Il meurt le 14 février 1830 à Calverton, Nottinghamshire, et inhumé tout près, à Oxton.

## Toponymie
La ville de Sherbrooke, ainsi que la rue Sherbrooke et la station de métro Sherbrooke à Montréal ont été nommées en son honneur.